# 2000年马来西亚奥玛乌纳叛乱
2000年7月2日凌晨，总部位于马来西亚雪兰莪州巴生的全国性伊斯兰教团奥玛乌纳，在团长莫哈末阿敏（Mohammad Amin）的率领下，一行十五人冒充完全武装的军人和上校，进入霹雳州宜力的304号军营，抢走200多件轻重武器装备，包括手榴弹、轻重机枪和榴弹枪若干，并随后藏匿在附近森林图谋建立革命基地，打算以武力推翻马来西亚政府。他们还威胁称，如果时任首相马哈迪·莫哈末不在24小时内辞职，将袭击首都吉隆坡。军方报案后，次日中午军队封锁山区，迫使奥玛乌纳团队无路可逃。团员起初拒绝投降，并扶持四名警员作为人质。其中两名非穆斯林警员因无法用宗教语言回答问题而被残忍杀害。与此同时，一名奥玛乌纳团员在与军方交火中被击毙。最终，在家属的软性劝导下，大部分团员于7月6日投降，而领袖则坚持到7月7日，在与军方的谈判中被逮捕。该组织后来遭到内政部以及各州的伊斯兰委员会全面禁止。这一事件在马来西亚引起轰动，各语文报章在7月4日至7月10日对此进行了大规模报道。
2020年8月31日国庆日前夕，时任国家元首苏丹阿都拉宣布特赦了13名奥玛乌纳前成员的终身监禁。